# Lankascincus dorsicatenatus
Espèce
Synonymes
- Sphenomorphus dorsicatenatus Deraniyagala, 1953

Lankascincus dorsicatenatus est une espèce de sauriens de la famille des Scincidae.

## Répartition
Cette espèce est endémique du Sri Lanka.

## Publication originale
- Deraniyagala, 1953 : A coloured atlas of some vertebrates from Ceylon. Tetrapod Reptilia. Govt. Press, Colombo, vol. 2, p. 1-101.